# 小行星
- 上排：屬於主帶小行星的灶神星與司琴星
- 中排：屬於近地小行星的2014 JO25與2004 BL86（白色物體為其衛星）
- 下排：愛神星表面的表岩屑與灶神星的撞擊坑

小行星（希臘語：Αστεροειδής）為微型行星的一種。以太陽系而言，小行星屬於太陽系小天體（SSSB），和行星一樣環繞太陽運動，但體積和質量比行星小得多。廣義的小行星大小介於流星體和矮行星之間，直徑可從1公尺至1,000公里不等，包括在這個尺寸下太陽系裡非彗星的所有小天體。但大部分的小行星都分布於內太陽系，加上外太陽系小天體（如半人馬群和海王星外天體）的物理特性和內太陽系小天體有所差異，因此「小行星」一詞更常被用於專指內太陽系非彗星的小天體。
小行星一般被認為是由太陽系形成時期的微行星演變而來，是至今發現數量最多的太陽系天體，至2021年9月4日止，太陽系內已有約112.1萬顆小行星被確認（包含外太陽系小天體），其中約52%已有正式編號，但這很可能仍僅是所有小行星中的一小部分。受到2000年代以後觀測技術進步以及觀測任務漸多的影響，已發現的小行星數量每天都在持續增長，如今每個月都能有多達數千顆新的小行星被發現。
儘管至今已發現了數量相當龐大的小行星，當中只有極少數的直徑大於100公里。到1990年代為止最大的小行星是穀神星，但近年在古柏帶內發現的一些小行星的直徑比穀神星要大，比如2000年發現的伐樓拿（Varuna）的直徑為900公里，2002年發現的創神星（Quaoar）直徑為1,100公里，2004年發現的厄耳枯斯的直徑甚至可能達到1,800公里。2003年發現的塞德娜（小行星90377）位於古柏帶以外，其直徑約為1,500公里。不過也有天文學家認為以上這些天體可能都屬於矮行星。
現在，最大型的小行星現在開始重新分類，被定義為矮行星。

## 小行星研究的歷史

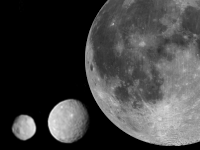
由左至右：灶神星（小行星4）、谷神星（矮行星）、月球

1760年有人猜測太陽系內的行星離太陽的距離構成一個簡單的數位系列。按這個系列在火星和木星之間有一個空隙，這兩顆行星之間也應該有一顆行星。18世紀末有許多人開始尋找這顆未被發現的行星。著名的提丟斯-波得定則就是其中一例。當時歐洲的天文學家們組織了世界上第一次國際性的科研專案，在哥達天文臺的領導下全天被分為24個區，歐洲的天文學家們有系統地在這24個區內搜索這顆被稱為“幽靈”的行星。但這個專案沒有任何成果。
1801年1月1日晚上，朱塞普·皮亞齊在西西里島上巴勒莫的天文臺內在金牛座裏發現了一顆在星圖上找不到的星。皮亞齊本人並沒有參加尋找“幽靈”的項目，但他聽說了這個項目，他懷疑他找到了“幽靈”，因此他在此後數日內繼續觀察這顆星。他將他的發現報告給哥達天文臺，但一開始他稱他找到了一顆彗星。此後皮亞齊生病了，無法繼續他的觀察。而他的發現報告用了很長時間才到達哥達，此時那顆星已經向太陽方向運動，無法再被找到了。
高斯此時發明了一種計算行星和彗星軌道的方法，用這種方法只需要幾個位置點就可以計算出一顆天體的軌道。高斯讀了皮亞齊的發現後就將這顆天體的位置計算出來送往哥達。奧伯斯于1801年12月31日晚重新發現了這顆星。後來它獲得了穀神星這個名字。1802年奧伯斯又發現了另一顆天體，他將它命名為智神星。1803年婚神星，1807年灶神星被發現。一直到1845年第五顆小行星義神星才被發現，但此後許多小行星被很快地發現了。到1890年為止已有約300顆已知的小行星了。
1890年攝影術進入天文學，為天文學的發展給予了巨大的推動。此前要發現一顆小行星天文學家必須長時間記錄每顆可疑的星的位置，比較它們與周圍星位置之間的變化。但在攝影底片上一顆相對於恒星運動的小行星在底片上拉出一條線，很容易就可以被確定。而且隨著底片的感光度的增強它們很快就比人眼要靈敏，即使比較暗的小行星也可以被發現。攝影術的引入使得被發現的小行星的數量增長巨大。1990年CCD攝影的技術被引入，加上電腦分析電子攝影的技術的完善使得更多的小行星在很短的時間裏被發現。今天已知的小行星的數量約達70萬。
一顆小行星的軌道被確定後，天文學家可以根據對它的亮度和反照率的分析來估計它的大小。為了分析一顆小行星的反照率一般天文學家既使用可見光也使用紅外線的測量。但這個方法還是比較不可靠的，因為每顆小行星的表面結構和成分都可能不同，因此對反照率的分析的錯誤往往比較大。
比較精確的資料可以使用雷達觀測來取得。天文學家使用射電望遠鏡作為高功率的發生器向小行星投射強無線電波。通過測量反射波到達的速度可以計算出小行星的距離。對其他資料（衍射資料）的分析可以推導出小行星的形狀和大小。此外，觀測小行星掩星也可以比較精確地推算小行星的大小。
現在也已經有一系列無人太空船在一些小行星的附近對它們進行過研究，這些探測任務的成就包括：
- 1991年：伽利略號在它前往木星的路程上飛掠小行星951，是首架探測小行星的探測器。
- 1993年：伽利略號以2,390公里的距離飛掠艾女星（小行星243）。
- 1997年：會合-舒梅克號以1,212公里的距離飛掠小行星253。
- 1999年：深空1號以26公里的距離飛掠小行星9969
- 2001年：會合-舒梅克號於愛神星（小行星433）登陸，是首架成功登陸小行星的探測器。
- 2002年：星塵號以3,300公里的距離飛掠小行星5535。
- 2005年：隼鳥號於小行星25143登陸，並在五年後將採集的樣本送回地球，是首架成功帶回小行星樣本的探測器。
- 2008年：羅塞塔號以800公里的距離飛掠小行星2867。
- 2010年：羅塞塔號以3,162公里的距離飛掠司琴星。
- 2011年：曙光號進入環繞灶神星的軌道，並繞行超過一年，是迄今探測過最大型小行星的探測器。
- 2012年：嫦娥二號以3.2公里的距離飛掠小行星4179，是距離飛掠目標最近的探測器。
- 2018年：OSIRIS-REx和隼鳥2號分別抵達小行星101955和小行星162173。
- 2019年：新視野號以3,500公里的距離飛掠小行星486958，是迄今探測過最遙遠天體的探測器。

## 小行星的命名

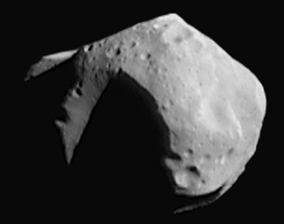
C-型小行星梅西爾德星

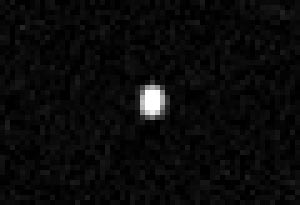
誇歐爾

小行星的名字由兩個部分組成：前面是一個永久編號，後面是一個名字。每顆被證實的小行星先會獲得一個永久編號，發現者可以為這顆小行星建議一個名字。這個名字要由國際天文聯會批准才被正式採納，原因是因為小行星的命名有一定的常規。因此有些小行星沒有名字，尤其是在永久編號在上萬的小行星。假如小行星的軌道可以足夠精確地被確定後，那麼它的發現就算是被證實了。在此之前，它會有一個臨時編號，是由它的發現年份和兩個字母組成，比如2004 DW。
皮亞齊於1801年在西西里島發現第一顆小行星，他將這顆星起名為穀神·費迪南星。前一部分是以西西里島的保護神穀神命名的，後一部分是以那波利國王費迪南四世命名的。但各國學者們對此不滿意，因此將第二部分去掉了，所以第一顆小行星的正式名稱是小行星1號穀神星。
此後發現的小行星都是按這個傳統以羅馬或希臘的神來命名的，如智神星、灶神星、義神星等。并且约定命名权归发现者，而且必须使用女性神的名字。
但隨著越來越多的小行星被發現，最後古典神話的名字都用光了。因此後來的小行星以發現者夫人的名字、歷史人物或其他重要人物、城市、地點、童話人物名字或其他神話裡的神來命名。直到21世纪初，才废除采用女性化名称的命名方式。比如216 豔后星是依據埃及女王克娄巴特拉七世命名的，2001愛因斯坦是以阿爾伯特·愛因斯坦命名的，17744福斯特是依據女演員茱蒂·福斯特命名的，小行星1773是按格林童話中的一個侏儒命名的，145523鹿林是以中央大學在台灣鹿林山的發現地點鹿林天文臺為名等。截至2015年10月27日，具有軌道數據的小行星共1,266,470顆，獲永久編號的小行星共450,133顆，已命名的小行星共19,513顆。
對於一些編號是1000的倍數的小行星，習慣上以特別重要的人、物來命名（但常有例外）。例如：
| 編號         | 命名來源          |
| ------------ | ----------------- |
| 小行星1000   | 皮亞齊            |
| 小行星2000   | 赫歇爾            |
| 小行星3000   | 達文西            |
| 小行星4000   | 喜帕恰斯          |
| 小行星5000   | 國際天文聯會      |
| 小行星6000   | 聯合國            |
| 小行星7000   | 居里              |
| 小行星8000   | 牛頓              |
| 小行星9000   | HAL（例外）       |
| 小行星10000  | Myriostos（例外） |
| 小行星15000  | CCD               |
| 小行星17000  | Medvedev（例外）  |
| 小行星20000  | 伐樓拿            |
| 小行星21000  | 百科全書          |
| 小行星24000  | Patrickdufour     |
| 小行星25000  | 天體測量          |
| 小行星31000  | Rockchic          |
| 小行星33000  | 陳健生            |
| 小行星50000  | 誇歐爾            |
| 小行星56000  | 美索不達米亞      |
| 小行星59000  | 北館              |
| 小行星60000  | Miminko           |
| 小行星71000  | Hughdowns（例外） |
| 小行星100000 | Astronautica      |

由於永久編號已超過100,000，一些原來應付5位編號的程式便無法支援，因此出現了一些在萬位元採用英文字母的編號表示方法，即A=10、B=11......Z=35；a=36......z=61，在此安排下，619,999號以下的小行星仍然可以用5位表示。

## 小行星的來源

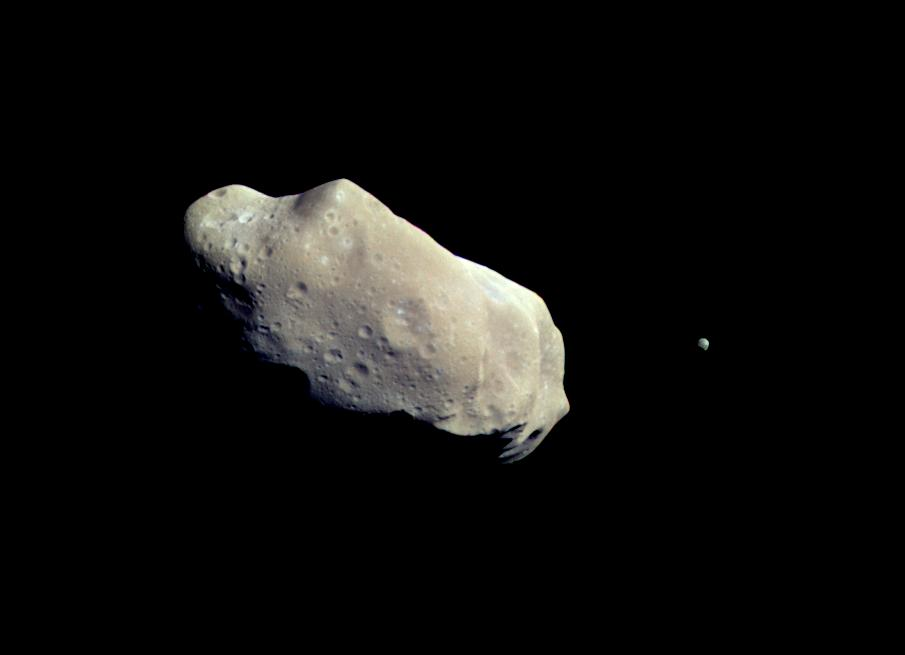
伽利略號於1993年拍攝到的艾女星與其衛星

一開始天文學家以為小行星是一顆在火星和木星之間的行星（法厄同星）破裂而成的，但小行星帶內的所有小行星的全部質量比月球的質量還要小。如今天文學家認為小行星是太陽系形成過程中沒有形成行星的殘留物質。木星在太陽系形成時的質量增長最快，它防止在今天小行星帶地區另一顆行星的形成。小行星帶地區的小行星的軌道受到木星的干擾，它們不斷碰撞和破碎。其他的物質被逐出它們的軌道與其他行星相撞。大的小行星在形成後由於鋁的放射性同位素26Al（和可能鐵的放射性同位素60Fe）的衰變而變熱。重的元素如鎳和鐵在這種情況下向小行星的內部下沉，輕的元素如矽則上浮。這樣一來就造成了小行星內部物質的分離。在此後的碰撞和破裂後所產生的新的小行星的構成因此也不同。有些這些碎片後來落到地球上成為隕石。

## 小行星的構成
通過光譜分析所得到的資料可以證明小行星的表面組成很不一樣。按其光譜的特性小行星被分幾類：
- C-型小行星：這種小行星占所有小行星的75%，因此是數量最多的小行星。C-型小行星的表面含碳，反照率非常低，只有0.05左右。一般認為C-型小行星的構成與碳質球粒隕石（一種石隕石）的構成一樣。一般C-型小行星多分佈於小行星帶的外層。
- S-型小行星：這種小行星占所有小行星的17%，是數量第二多的小行星。S-型小行星一般分佈於小行星帶的內層。S-型小行星的反照率比較高，在0.15到0.25之間。它們的構成與普通球粒隕石類似。這類隕石一般由矽化物組成。
- M-型小行星：剩下的小行星中大多數屬於這一類。這些小行星可能是過去比較大的小行星的金屬核。它們的反照率與S-型小行星的類似。它們的構成可能與鎳-鐵隕石類似。
- E-型小行星：這類小行星的表面主要由頑火輝石構成，它們的反照率比較高，一般在0.4以上。它們的構成可能與頑火輝石球粒隕石（另一類石隕石）相似。
- V-型小行星：這類非常稀有的小行星的組成與S-型小行星差不多，唯一的不同是它們含有比較多的輝石。天文學家懷疑這類小行星是從灶神星的上層矽化物中分離出來的。灶神星的表面有一個非常大的環形山，可能在它形成的過程中V-型小行星誕生了。地球上偶爾會找到一種十分罕見的石隕石，HED-非球粒隕石，它們的組成可能與V-型小行星相似，它們可能也來自灶神星。
- G-型小行星：它們可以被看做是C-型小行星的一種。它們的光譜非常類似，但在紫外線部分G-型小行星有不同的吸收線。
- B-型小行星：它們與C-型小行星和G-型小行星相似，但紫外線的光譜不同。
- F-型小行星：也是C-型小行星的一種。它們在紫外線部分的光譜不同，而且缺乏水的吸收線。
- P-型小行星：這類小行星的反照率非常低，而且其光譜主要在紅色部分。它們可能是由含碳的矽化物組成的。它們一般分佈在小行星帶的極外層。
- D-型小行星：這類小行星與P-型小行星類似，反照率非常低，光譜偏紅。
- R-型小行星：這類小行星與V-型小行星類似，它們的光譜說明它們含較多的輝石和橄欖石。
- A-型小行星：這類小行星含很多橄欖石，它們主要分佈在小行星帶的內層。
- T-型小行星：這類小行星也分佈在小行星帶的內層。它們的光譜比較紅暗，但與P-型小行星和R-型小行星不同。

過去人們以為小行星是一整塊完整單一的石頭，但小行星的密度比石頭低，而且它們表面上巨大的環形山說明比較大的小行星的組織比較鬆散。它們更象由重力組合在一起的巨大的碎石堆。這樣鬆散的物體在大的撞擊下不會碎裂，而可以將撞擊的能量吸收過來。完整單一的物體在大的撞擊下會被衝擊波擊碎。此外大的小行星的自轉速度很慢。假如它們的自轉速度高的話，它們可能會被離心力解體。今天天文學家一般認為大於200米的小行星主要是由這樣的碎石堆組成的。而部分較小的碎片更成為一些小行星的衛星，例如：小行星87便擁有兩顆衛星。

## 小行星的軌道与近地小行星

### 主小行星帶的小行星
約90%已知的小行星位於主小行星帶中；主小行星帶是界於火星與木星之間，一個相當寬廣的地帶。谷神星、智神星等首先被發現的小行星都是主小行星帶內的小行星

### 火星軌道內的小行星
火星軌道內的小行星總的來說分三群：
- 阿莫爾型小行星群：這一類小行星穿越火星軌道並來到地球軌道附近。其代表性的小行星是1898年發現的愛神星，這顆小行星可以到達離地球0.15天文單位的距離。1900年和1931年愛神星來到地球附近時天文學家用這個機會來確定太陽系的大小。1911年發現的小行星719後來又失蹤了，一直到2000年它才重新被發現。這個小行星組以小行星1221阿莫爾命名，其軌道離太陽1.08到2.76天文單位，這是這個群相當典型的一個軌道。
- 阿波羅型小行星群：這個小行星群的小行星的軌道位於火星和地球之間。這個組中一些小行星的軌道離心率非常高，它們的近日點一直到達金星軌道內。這個群典型的小行星軌道有1932年發現的小行星1862阿波羅，它的軌道在0.65到2.29天文單位之間。小行星69230曾在僅僅1.5月球距離處飛略地球。
- 阿登型小行星群：這個群的小行星軌道一般在地球軌道以內。該群以1976年發現的小行星2062阿登命名。這類小行星的離心率比較高，它們有時從地球軌道內與地球軌道向交。

這些小行星都統稱為近地小行星。近年人們對這些小行星的研究加深了，因為它們理論上是有可能與地球相撞的。比較有成績的計劃包括林肯近地小行星研究小組（LINEAR）、近地小行星追蹤（NEAT）和羅威爾天文臺近地天體搜索計畫（LONEOS）等。

### 在其他行星的軌道上運行的小行星
在其他行星軌道的拉格朗日點上運行的小行星被稱為特洛伊小行星。最早被發現的特洛伊小行星是在木星軌道上的小行星，它們中有些在木星前，有些在木星後運行。有代表性的木星特洛伊小行星有小行星588和小行星1172。1990年第一顆火星特洛伊小行星小行星5261被發現，此後還有其他四顆火星特洛伊小行星被發現。

### 土星和天王星之間的小行星
土星和天王星之間的小行星有一群被稱為半人馬小行星群的小行星，它們的偏心率都相當大。最早被發現的半人馬小行星群的小行星是小行星2060。估計這些小行星是從柯伊伯帶中受到其他大行星的引力干擾而落入一個不穩定的軌道中的。

### 古柏帶的小行星
海王星以外的小行星屬於古柏帶，

### 水星軌道內的小行星
雖然一直有人猜測水星軌道內也有一個小行星群，但至今為止這個猜測未能被證實。

## 小行星的探測
在進入太空旅行的年代之前，小行星即使在最大的望遠鏡下也只是一個針尖大小的光點，因此它們的形狀和地形仍然是未知的奧秘。
第一次獲得小行星的特寫鏡頭是1971年美国NASA发射的水手系列任务中的水手9號拍攝到的傅博斯和戴摩斯照片，這兩個小天體雖然都是火星的衛星，但可能都是被火星捕獲的小行星。這些圖像顯示出多數的小行星不規則、像馬鈴薯的形狀。之後的航海家計畫計畫從氣體巨星獲得了更多小衛星的影像。

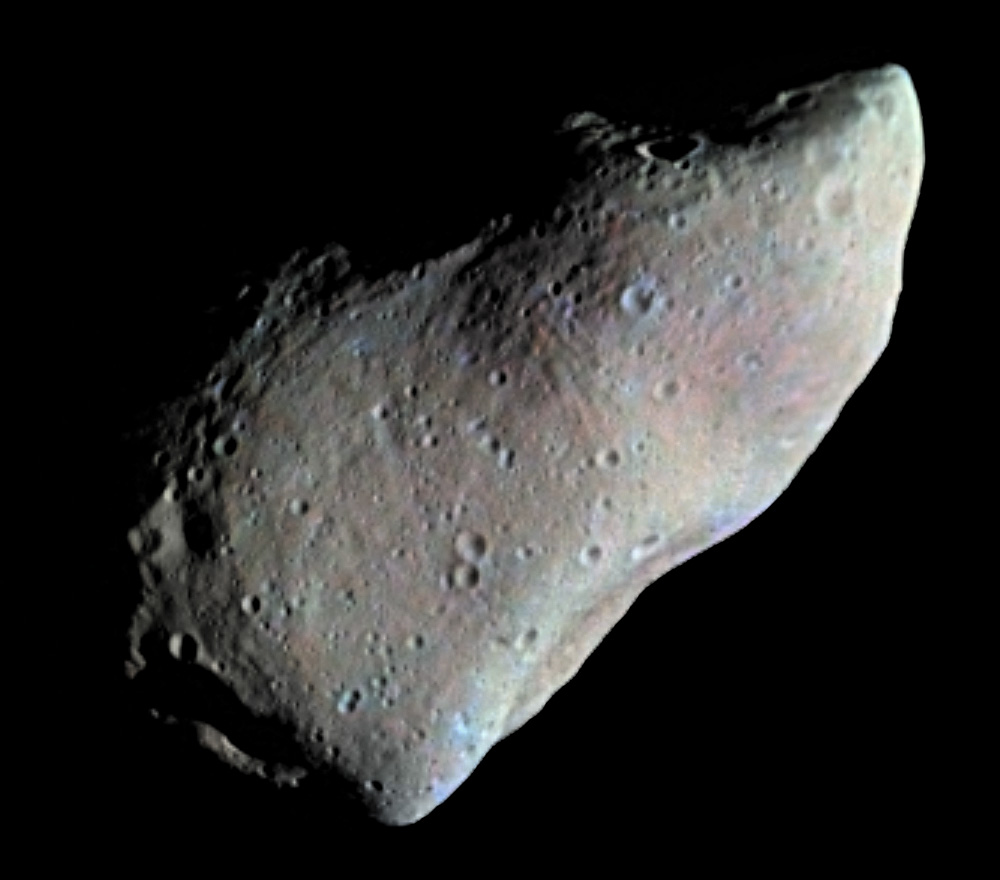
蓋斯普拉是第一個被拍攝到特寫鏡頭的小行星

前往木星的太空船伽利略號在1991年飛掠過951蓋斯普拉（Gaspra），拍攝下第一張真正小行星特寫鏡頭，然後是1993年的243艾女星和衛星載克太（Dactyl）。
會合-舒梅克號是第一個專門探測小行星的太空計畫，他在前往433愛神星的途中，於1997年拍攝了253瑪秀德（Mathilde），在完成了軌道環繞探測之後，在2001年成功的降落在愛神星上。
曾經被太空船在其他目的地航程中簡略拜訪過的小行星還有布雷爾（Braille，深空1號於1999年）和安妮法蘭克（Annefrank，星塵號於2002年）。
日本的太空船隼鳥號在2005年9月抵達25143系川做了詳細的探測，並成功取得樣品返回地球。隼鳥號的任務曾遭遇到一些困難，包括三個动量轮壞了兩個，使他很難維持對向太陽的方向來收集太陽能。這是人類第一次對地球有威脅性的小行星進行物質蒐集的研究。
接下來的小行星探測計畫是歐洲太空總署的羅塞塔號（已於2004年發射升空），並在2008年和2010年分別探測史坦斯和魯特西亞。
美國國家航空暨太空總署在2007年發射黎明號太空船，它在2011至2015年間環繞穀神星和灶神星，還可能延長任務去探測智神星。
中国国家航天局的月球轨道探测器嫦娥二号在2012年12月成功飞掠探测4179图塔蒂斯，最近飞越距离仅有3.2km，飞越时速高达10.73公里/秒，成功获得了高达5m分辨率的拍摄图像。
2018年9月，日本宇宙航空研究開發機構的隼鳥2號放出的兩臺探測機器人21日下午在小行星龍宮表面成功著陸，探測機器人開始在小行星表面移動展開探測並傳回影像，為人造機器人首次在小行星上成功移動。
2020年，NASA的奥西里斯号小行星探测器成功在近地小行星贝努上进行探测任务并采样并将携带样本在2023年返回
2021年，NASA的发射的露西号成为了第一次探测特洛伊小行星的探测器，并将展开对7个小行星的探测任务。此外，同年12月发射的DART（双小行星重定向）任务成为首个小行星防御的技术验证任务。
小行星已經被建議作為未來的地球資源來使用，作為罕見原料的採礦場，或是太空休憩站的修建材料。從地球發射是很笨重和昂貴的材料，未來或許能直接從設在小行星上的太空工廠直接製造和開採。但是根据在德雷克方程式基础上发展出的一个Elvis方程式的估算结果，太阳系内可能只有10颗小行星拥有开采价值的铂族金属。

## 较大小行星：已列入和即将列入矮行星
| 天体     | 英文名   | 编号    | 半径 （公里） | 质量 （1021千克） | 平均轨道半径 （天文单位） | 分类 柯伊伯带包括冥族小天体、 QB1天体、其它共振天体 |
| -------- | -------- | ------- | ------------- | ----------------- | ------------------------- | --------------------------------------------------- |
| 谷神星   | Ceres    | 1       | 475±2         | 0.94              | 2.77                      | 小行星带                                            |
| 冥王星   | Pluto    | 134340  | 1185±10       | 13.05             | 39.26                     | 冥族小天体                                          |
| 阋神星   | Eris     | 136199  | 1163±6        | 16.7              | 67.67                     | 離散盤                                              |
| 鸟神星   | Makemake | 136472  | 715±7         | 3                 | 45.79                     | QB1天体                                             |
| 妊神星   | Haumea   | 136108  | 620±30        | 4.01              | 43.13                     | 其它共振天体                                        |
| 共工星   | Gonggong | 225088  | 640±105       | 2                 | 67.21                     | 離散盤                                              |
| 冥卫一   | Charon   | Pluto I | 604±2         | 1.52              | 39.26                     | 冥族小天体或卫星                                    |
| 创神星   | Quaoar   | 50000   | 555±3         | 1.4               | 43.58                     | QB1天体                                             |
| 赛德娜   | Sedna    | 90377   | 498±40        | 0.8               | 518.57                    | 離散盤或内奥尔特云                                  |
| 2002 MS4 |          | 307261  | 470±30        | 0.7               | 41.93                     | QB1天体或離散盤                                     |
| 亡神星   | Orcus    | 90482   | 460±10        | 0.64              | 39.17                     | 冥族小天体                                          |
| 潫神星   | Salacia  | 120347  | 430±20        | 0.45              | 42.19                     | QB1天体或離散盤                                     |

## 外部連結
- Rocks from the Main Belt asteroids
- Alphabetical list of minor planet names (ASCII)（页面存档备份，存于） (Minor Planet Center)
- Near Earth Asteroid Tracking (NEAT)
- Asteroids Page at NASA's Solar System Exploration
- Asteroid Simulator with Moon and Earth
- Alphabetical and numerical lists of minor planet names (Unicode) (Institute of Applied Astronomy)
- Future Asteroid Interception Research （页面存档备份，存于）
- Near Earth Objects Dynamic Site （页面存档备份，存于）
- Asteroids Dynamic Site （页面存档备份，存于） Up-to-date osculating orbital elements and proper orbital elements（英语：proper orbital elements）  University of Pisa, Italy.
- JPL small bodies database （页面存档备份，存于） Current down-loadable ASCII table of orbit data and absolute mags H for over 200000 asteroids, sorted by number. Caltech/JPL.
- Asteroid naming statistics
- Spaceguard UK （页面存档备份，存于）
- Committee on Small Body Nomenclature
- List of minor planet orbital groupings and families from ProjectPluto
- Cunningham, Clifford, "Introduction to Asteroids: The Next Frontier", ISBN 0-943396-16-6
- James L. Hilton（英语：James L. Hilton）: When Did the Asteroids Become Minor Planets?
- Kirkwood, Daniel; Relations between the Motions of some of the Minor Planets (1874). （页面存档备份，存于）
- Schmadel, L.D. (2003). Dictionary of Minor Planet Names. 5th ed. IAU/Springer-Verlag: Heidelberg.
- Asteroid articles in Planetary Science Research Discoveries （页面存档备份，存于）
- Catalogue of the Solar System Small Bodies Orbital Evolution （页面存档备份，存于）
- TECA Table of next close approaches to the Earth （页面存档备份，存于）
- SAEL Small Asteroids Encounter List （页面存档备份，存于）
- MBPL Minor Body Priority List （页面存档备份，存于）
- PCEL Planetary Close Encounter List （页面存档备份，存于）